# 가람로 (익산시)
가람로(Garam-ro)는 전북특별자치도 익산시 여산면에서 익산시 여산면 쟁목고개를 잇는 도로이다.

## 주요 경유지
전북특별자치도
- 익산시 (여산면)

## 노선
| 이름                      | 접속 노선                 | 소재지 | 소재지 | 비고                 |
| ------------------------- | ------------------------- | ------ | ------ | -------------------- |
| (이름없음)                | 국도 제1호선 (호남로)     | 익산시 | 여산면 |                      |
| 호산삼거리                | 지방도 제741호선 (천호로) | 익산시 | 여산면 | 지방도 제741호선구간 |
| 신리 교차로               | 국도 제1호선 (호남로)     | 익산시 | 여산면 | 지방도 제741호선구간 |
| 신리교                    |                           | 익산시 | 여산면 | 지방도 제741호선구간 |
| 교창삼거리                | 지방도 제740호선 (태성길) | 익산시 | 여산면 | 지방도 제799호선구간 |
| (이름없음)                | 지방도 제799호선 (여강로) | 익산시 | 여산면 | 지방도 제799호선구간 |
| 여산 삼거리 (여산 교차로) | 국도 제1호선 (호남로)     | 익산시 | 여산면 |                      |
| 쟁목고개                  |                           | 익산시 | 여산면 |                      |
| 황화로와 직결             |                           |        |        |                      |

## 주요 시설및 건물
- S-OIL 명성주유소 (가람로 60/원수리 721)
- 농협 여산농협 본점 (가람로 366/여산리 586)
- 여산파출소 (가람로 376/여산리 451-3)
- 익산여산우체국 (가람로 382/여산리 423-4)
- GS칼텍스 대영주유소 (가람로 398/여산리 330-1)
- 여산고등학교 (가람로 465/두여리 716-1)